# Dark Dog
Dark Dog är en energidryck från Österrike, innehållande koffein, taurin och guarana. Dark Dog började produceras 1995, och marknadsfördes först i Norge år 1999. Det är den mest säljande energidrycken i Frankrike, Chile och Paraguay.